# Skeiðarársandur
Skeiðarársandur är en sandur (sandslätt) i republiken Island.  Den ligger i regionen Austurland, i den södra delen av landet. Den uppstod främst som alluvial mark, det vill säga som en ansamling av sediment från floderna från glaciären Skeiðarárjökull. De sediment som har lagrats här enbart under holocen sträcker sig från 100 till 200 km³.